# Военизированная охрана
Военизированная охрана (ВОХР) — вооружённые боевым стрелковым огнестрельным оружием специализированные военизированные организации подразделения охраны с особым правовым статусом (преимущественно государственные), осуществляющие охрану объектов инфраструктуры страны, имеющих важное государственное значение, а также грузов и иного имущества. Номенклатура имущества разных видов собственности, подлежащего охране ВОХР (перечни объектов инфраструктуры, наименований грузов и др.), устанавливается правовыми актами различных ведомств (министерств, предприятий, учреждений и др.) и/или государственных органов либо международными договорами.
Подразделения ВОХР могут включаться в состав регулярных войск либо использоваться в качестве вспомогательных сил во время войны, вооружённого конфликта или контртеррористической операции.

## Виды военизированной охраны
- ведомственная военизированная охрана — специализированные государственные парамилитарные ведомственные вооружённые подразделения, предназначенные для охраны объектов инфраструктуры страны, имеющих важное государственное значение, а также грузов и иного имущества . Существовала в СССР и России с 1924[1]  до 1999 года (как правовой институт), фактически до 2002 года. Вольнонаемные сотрудники ВОХР входили в штатный состав организаций, учреждений, промышленных и транспортных предприятий, воинских частей, имущество которых подлежало охране силами и средствами ВОХР. Система ВОХР сохранена в Белоруссии[2][3], Украине[4], Узбекистане[5] и других странах постсоветского пространства.
- военизированная охрана ГУЛАГа (ОГПУ-НКВД-МВД) в СССР (1930—1956)
- военизированные подразделения вневедомственной охраны при органах милиции — парамилитарные подразделения, вооружённые нарезным оружием и предназначенные для охраны на основании заключённых договоров особо важных и режимных объектов предприятий, строек, учреждений и организаций, расположенных в городах, рабочих поселках и районных центрах[6]. Сотрудники не входили в штатный состав ведомств и организаций, объекты которых охраняли, — отсюда название «вневедомственная охрана».

## История

### Ведомственная военизированная охрана

#### Советский период — общая история военизированных охран стран постсоветского пространства
Все ведомственные военизированные охраны стран постсоветского пространства имеют общую историю.

###### Ведомственная вооружённая и невооружённая охрана (1918—1924) — предшественник военизированной охраны
Органы советской власти уделяли особое внимание охране путей сообщения и промышленных предприятий. Декретом Совета Народных Комиссаров (СНК) (опубликован 26 марта 1918 г.) «О централизации управления, охране дорог и повышении их паровозоспособности» учреждалась военная охрана железных дорог из отрядов, организуемых, преимущественно, из железнодорожников, которые подчинялись ответственным лицам, назначаемым или утверждаемым Народным Комиссаром путей сообщения. Указанные отряды, в том числе выполняли обязанности летучих контрольных отрядов, как по борьбе с безбилетным проездом и беспорядочным провозом грузов, так и по борьбе с простоем вагонов и паровозов. В соответствии с указанным Декретом постановлением СНК от 17 июля 1918 года № 600 было создано Управление по охране путей сообщения при Народном Комиссариате путей сообщения, планировалось численность служащих охраны довести до семидесяти тысяч человек. Таким образом, впервые были предприняты меры по созданию централизованной системы ведомственной охраны.
Созданные вооружённые подразделения охраны смогли несколько улучшить порядок на железных дорогах, железнодорожники получили защиту от налётов вооружённых банд. В то же время некоторые дороги стремились самостоятельно решать вопросы организации охраны, выступая против централизации руководства охраной и не считались с указаниями НКПС. Кроме того, сотрудники ВЧК критиковали железнодорожную охрану:
Имеющиеся в распоряжении комиссии материалы по поводу охраны из целого ряда местностей Советской федерации указывают на много случаев потворства, дезорганизующее действие по борьбе с мошенничеством, случаи столкновения продовольственных отрядов с охраной железных дорог на Курской линии и ряд процессов, имеющихся в руках Всероссийской Чрезвычайной комиссии по борьбе с контрреволюцией и спекуляцией, — все это дает право сделать заключение, что железнодорожная охрана не может считаться надежной, не может защищать крупного железнодорожного механизма и в политическом отношении может представить грандиозную опасность для Советской власти….Таким образом, сама жизнь диктует необходимость организации корпуса из дисциплинированных и вышколенных в военном отношении людей.
Другие ведомства также создали свои собственные вооружённые формирования, не входившие в состав РККА (судоходная охрана Главного управления водного транспорта (создана 14 мая 1918 года, передана в НКВД РСФСР 25 июля 1918 года в целях создания речной милиции), охрана Главсахара, охрана Центротекстиля и т. п.). Соответственно, каждое из этих ведомств использовало собственные вооружённые формирования по своему усмотрению. В этой связи 19 августа 1918 г. СНК принял декрет об объединении всех вооружённых сил республики и передачи их в ведение Наркомата по военным делам. На заседании Реввоенсовета Республики 15 сентября 1918 г. было объявлено о том, что железнодорожная охрана подчиняется Реввоенсовету. Указанный Декрет СНК № 668 был объявлен в приказе Реввоенсовета Республики № 46 только 10 октября 1918 г.
28 ноября 1918 года декретом СНК на железных дорогах было введено военное положение, все железнодорожные служащие считались призванными на военную службу, оставаясь при исполнении своих обязанностей. Ранее действующая охрана путей сообщения НКПС была расформирована, её личный состав со всем имуществом и вооружением был передан в военное ведомство.
3 марта 1920 года в составе Главного управления милиции РСФСР был образован отдел промышленной милиции, а в губернских управлениях — аналогичные отделения. Промышленная милиция имела специальную задачу — охрану экономического достояния Республики: фабрик, складов, учреждений, лесов, совхозов, горных промыслов и т. п. В декабре 1921 г., в связи с переходом к НЭП и существенным сокращением штатов, промышленная милиция была расформирована. Однако многие промышленные и торговые предприятия, не желая оставаться беззащитными, сохранили материальную базу и коллектив охранников, организовав в своём штате ведомственную охрану. При этом значительная масса складов, принадлежащих различным ведомствам, фактически оставалась без круглосуточной охраны, так как низкая оплата труда сторожей не способствовала притоку желающих поступить на службу, что естественно негативно влияло на качество охраны
ВЦИК и СНК РСФСР 1 июня 1921 года принял Декрет «О мерах борьбы с хищениями из государственных складов и должностными преступлениями, способствующими хищениям».
9 декабря 1921 года по инициативе Ф. Э. Дзержинского принят Декрет ВЦИК и СТО РСФСР «Об охране складов, пакгаузов и кладовых, а равно сооружений на железнодорожных и водных путях сообщения», в соответствии с которым в структуре НКПС РСФСР на базе упраздняемой железнодорожной и водной милиции была создана Вооружённая Охрана Путей Сообщения, которая в том числе охраняла грузы как государственной (различных ведомств), так и частной собственности. Оборона путей сообщения и охрана отдельных сооружений, имеющих стратегическое значение, оставалась за Военным Ведомством. Охрана НКПС РСФСР стала первой ведомственной государственной вооружённой охраной с особым статусом, прообразом военизированной охраны.
24 мая 1922 г. постановлением ВЦИК и СНК РСФСР было введено в действие Положение о Народном Комиссариате Внутренних Дел РСФСР, которым на рабоче-крестьянскую милицию возлагались задачи по охране большинства гражданских учреждений и сооружений общегосударственного исключительного значения, концентрационных лагерей, лесов, плантаций и др.
В Положении определялось, что:

 Охрана артиллерийских складов, складов взрывчатых веществ и огнеприпасов, а также учреждений военного и морского ведомства, охрана всего имущества, переданного в ведение названых ведомств, а также транспортирование грузов этих ведомств возлагалось на Народный Комиссариат по Военным Делам.
Учреждения и склады, не имеющие общегосударственного значения, могут быть охраняемы вооруженными или невооруженными сторожами. Определение степени важности учреждения или склада местного значения на предмет необходимости окарауливания милицией, а также случаев невозможности возложить это на последнюю, производится комиссией под председательством соответствующего начальника милиции или его представителя и в составе членов — представителя Народного Комиссариата Рабоче-Крестьянской Инспекции и представителя заинтересованного в охранении ведомства.
Постановление вышеуказанной комиссии служит основанием для заинтересованных ведомств производить охрану вольнонаемными вооруженными или невооруженными сторожами и истребования на сей предмет соответствующих кредитов.

15 ноября 1922 г. в правительстве РСФСР рассматривался проект Положения об организации ведомственной вооружённой охраны государственных учреждений, предприятий и имущества..
6 февраля 1924 года было принято Постановление СНК РСФСР о создании ведомственной милиции и утверждено Положение о ведомственной милиции. Она создавалась для охраны имущества государственных предприятий и учреждений, а также частных организаций, имеющих государственное значение и охраны правопорядка в пределах территории, занимаемых этими объектами. Ведомственная милиция создавалась на договорных началах с администрацией народнохозяйственных объектов, которые она охраняла, и содержалась за их счёт.

##### Подразделения военизированной охраны в составе Охраны Путей Сообщения НКПС СССР (1924—1927)
В 1923 году военное ведомство освобождалось от охраны ряда объектов железнодорожного транспорта, главным образом мостов, имеющих стратегическое значение. Обязанность по их охране была возложена на НКПС СССР. С 4 декабря 1923 года в составе Охраны Путей Сообщения начали создавать Особые Вооружённые Отряды (ОВО), личный состав которых стал руководствоваться положениями и уставами, действующими в РККА. С образованием ОВО вооружённая охрана НКПС разделилась на две части: невоенизированную, которая использовалась для охраны имущества и перевозимых грузов и военизированную, предназначенную, прежде всего, для охраны объектов, имеющих государственное значение. Впервые была введена должность «стрелок» для рядовых работников ОВО. Каждый отряд получил на вооружение станковый пулемёт, а также бронепоезд, который применялся для сопровождения пассажирских и грузовых поездов с особо ценными или важными грузами и отражения налётов крупных банд. Создание ОВО способствовало повышению защищенности объектов и грузов.
Так, если в 1922 году было похищено 7 888 724 пуда грузов, то в 1923 году — 2 221 000 пудов. В сентябре 1924 года отмечалось, что «явные хищения, совершаемые путем срыва пломб, прогона вагонов и т. п., почти совершенно прекратились на транспорте…».
22 октября 1926 года НКПС создало, согласно утвержденному перечню, в 15 торговых портах (Владивосток, Архангельск и другие) Вооруженную Охрану портов, действующую на тех же основаниях, что и железнодорожная охрана. Стрелки и командный состав должны были иметь на форменной одежде знак эмблемы торгового флота (перекрещивающийся морской якорь и жезл меркурия).

##### Военизированная охрана транспорта, предприятий и сооружений, имеющих государственное значение, в СССР (1927 − 1931)
В резолюциях и постановлениях XV съезда ВКП(б) в ноябре 1927 г. указывалось, что пятилетний план должен учитывать возможность нападения на СССР и его отражения. В связи с резким обострением международной обстановки и растущей военной угрозой со стороны более сильных в экономическом отношении государств, с 1927 года началось свертывание НЭПа по всем направлениям хозяйственной и социальной политики, проводилась плановая военизация отдельных отраслей экономики, на базе ведомственной охраны, по примеру Охраны Путей Сообщения НКПС СССР, создавалась система военизированной охраны.
Военизированная охрана — особые вооружённые отряды, построенные по принципу воинских подразделений и предназначенные для охраны транспорта, предприятий и других государственных сооружений, имеющих важное государственное значение.

###### Военизированная охрана промышленных предприятий и государственных сооружений ВСНХ СССР
12 мая 1927 года СНК СССР принял «Положение о военизированной охране промышленных предприятий и госсооружений». Положение устанавливало, что основная роль в организации военизированной охраны принадлежит ОГПУ, территориальные органы которого наделялись не только правом формирования команд ВО, но и контроля за организацией несения службы на охраняемых предприятиях и учреждениях. Причём, команды исключались из подчинения местным гарнизонам РККА, а права и обязанности начальника гарнизона, в отношении команд военизированной охраны, возлагались на директоров соответствующих предприятий (заводов, фабрик, трестов и ведомств). Органы НКВД устранялись от обеспечения охраны промышленных объектов, с постепенной заменой на подразделения военизированной охраны.
Циркуляром Центрального административного управления (ЦАУ) НКВД № 528 № 233 (44) от 20 июня 1927 года «О военизированной охране» устанавливался список предприятий, где предписывалось заменить ведомственную милицию на военизированную охрану. Началось комплектование военизированной охраны промышленных предприятий и государственных сооружений Высшего совета народного хозяйства (ВСНХ) СССР. Штабной аппарат Главного управления военизированной охраны ВСНХ СССР комплектовался опытными командирами и политработниками Красной Армии. Руководил охраной А. И. Селявкин. Принцип организации охраны был принят армейский. В пределах границ армейских военных округов создавались штабы промышленных округов ВОХР, в подчинении которых находились полки, батальоны и отдельные роты. Для подготовки и переподготовки командно-начальствующих кадров стрелковых и пожарных частей ВОХР в Стрельне, под Ленинградом (в монастырском здании Троице-Сергиевой пустыни), была создана учебная база — Объединённые курсы (школа) усовершенствования командного состава.
Председатель ВСНХ СССР В. В. Куйбышев 30 апреля 1930 года издал приказ, в котором была дана оценка работы ВОХР:
```
отряды военизированной охраны, будучи верными часовыми промышленности, являются также основными застрельщиками общественной организации подготовки рабочих к стрелковому делу, химической обороне и развертыванию других видов осоавиахимовской работы, готовясь совместно с рабочим классом, в случае нападения, выступить на защиту завоеваний пролетарской революции.
```

В 1931 году военизированная охрана Наркомтяжпрома СССР передана в ОГПУ СССР.

###### Военизированная охрана НКПС СССР
На основании приказа НКПС СССР от 16 марта 1928 года № 218 «О проведении военизации охраны путей сообщения» Охрана Путей Сообщения была преобразована в Стрелковую Охрану Путей Сообщения, имеющую статус военизированной охраны.

###### Военизированная охрана Народного комиссариата водного транспорта СССР
30 января 1931 года из НКПС были выделены речной и морской транспорт, в том числе переданы вновь созданному Народному комиссариату водного транспорта СССР соответствующие подразделения Стрелковой Охраны Путей Сообщения НКПС.

###### Комплектование военизированной охраны, права и льготы
Лица ВО относились по своему статусу к милитаризованным работникам, на которых трудовое законодательство не распространялось и приравнивались по своим правам и обязанностям к военнослужащим, с учётом специфики деятельности.
Военизированная охрана комплектовалась, главным образом, из числа находящихся в запасе красноармейцев и младшего начальствующего состава. Принимаемые должны были уметь читать и писать, не иметь судимости, не состоять под судом и следствием, не быть лишёнными гражданских прав и по состоянию здоровья удовлетворять требованиям стрелковой службы РККА. Принятые на службу обязались прослужить не менее 2 лет, о чём давали письменное обязательство.
Лица, поступившие на службу в охрану, обязались выполнять требования ведомственных документов, а также соблюдать дисциплину и порядок согласно уставам РККА (внутренней службы, гарнизонному и дисциплинарному), за некоторыми изъятиями, обусловленными специфическими особенностями службы того или иного вида ВО. На них распространялись льготы для военнослужащих, состоящих в рядах РККА, а также подсудность военным трибуналам. За совершенные преступления применялись наказания, согласно положению о воинских преступлениях. Надзор за законностью действий командного состава и должностных лиц ВО проводился военными прокурорами. Личный состав ВО не мог состоять в профсоюзе, а состоявшие таковыми до поступления на службу в охрану считались выбывшими из числа членов профсоюза. Однако, по окончании службы они автоматически зачислялись членами в профсоюз, при чём время службы в охране им засчитывалось в профсоюзный стаж. Рядовой и младший командный состав ВО (не семейные) проживали, как правило, в казармах.
Стрелки военизированной охраны путей сообщения пользовались правами, установленными НКПС для всех рабочих и служащих транспорта, как-то: пользование бесплатными билетами на проезд по железным дорогам и водным путям, получение топлива со складов транспорта, пользование медицинской помощью транспортных медицинских учреждений, получение выходных пособий при увольнении и т. п. Стрелки, оставшиеся на повторный срок службы, имели возможность пройти курсы обучения по одной из транспортных специальностей. Стрелки военизированной охраны промышленных предприятий, отслужившие добросовестно свой срок службы, пользовались правом внеочередного поступления на работу в охраняемых предприятиях.
13 августа 1931 г. для работников строевого (рядового и начальствующего) и административно-хозяйственного состава военизированной охраны и их семей было установлено государственное обеспечение наравне с лицами начальствующего состава Рабоче-крестьянской Красной армии и их семьями.

###### Решение о ликвидации военизированных охран
В сентябре 1929 году СТО рассматривал вопрос о передаче под охрану войск ОГПУ и Рабоче-крестьянской милиции всех предприятий и сооружений, охраняемых военизированной охраной ВСНХ
К декабрю 1931 года военизированную охрану имели в своём составе Народный комиссариат путей сообщения СССР, Народный комиссариат водного транспорта, Высший совет народного хозяйства, Народный комиссариат почт и телеграфов СССР, Центральный союз потребительских обществ.
1 декабря 1931 г. было решено передать в ведение ОГПУ все ведомственные военизированные охраны промышленных предприятий. Предполагалось охрану объектов (в зависимости от оборонной значимости) осуществлять силами милиции и вновь формируемыми войсковыми частями ОГПУ, а военизированную охрану ликвидировать в течение 1932 года. 8 декабря 1931 г. принято постановление ЦК ВКП(б) «Об упорядочении охраны важнейших хозяйственных объектов (электростанций, заводов, железнодорожных сооружений».
Реорганизация военизированной охраны совпала с массовым голодом, разразившимся в 1932/33 гг.. Грузовые поезда подвергались нападениям групп голодающих, численностью до 80-120 человек. Вооружённая охрана НКПС, состоящая только из сторожей, не смогла выполнить задачи по борьбе с хищениями грузов. В связи с чем, на основании решения Политического бюро ЦК ВКП(б) постановлением СТО СССР от 27 июля 1932 г. стрелковая охрана была восстановлена в системе НКПС.

##### Восстановление системы военизированной охраны в СССР (1932—1946)
В августе 1932 года осуществлено объединение Стрелковой Охраны Путей Сообщения и военизированной пожарной охраны НКПС под прямым руководством Центрального управления Военизированной охраны путей сообщения, вновь организованного в структуре НКПС СССР.
В ряде случаев на военизированную охрану возлагались дополнительные задачи. Например, с 1 октября 1932 г. в обязанности органов Военизированной охраны путей сообщения НКПС, помимо основных, входили задержание и санитарная обработка беспризорных детей, передвигающихся по железным дорогам, обеспечение их питанием и культурным досугом. В штат военизированной охраны входили педагоги-воспитатели, осуществляющие свою деятельность в вагонах или комнатах-приемниках. Тысячи жизней мальчишек и девчонок спасли бойцы охраны НКПС. В 1932 г. в Среднюю Азию была направлена рота от Военизированной охраны путей сообщения НКПС, бойцы которой в борьбе с басмачами проявили мужество и героизм, многие из них были удостоены государственных наград.
В 30-х — 40-х годах в структуре ряда народных комиссариатов действовала вооруженно-вахтёрская (сторожевая) охрана. Основная должность в подразделениях называлась «вахтёр».
В структуру некоторых министерств СССР входила как военизированная, так и вооруженно-вахтёрская охрана.

##### Военизированная охрана в СССР (1946 −1991)
Совет Министров СССР постановлениями утвердил:
- Положение о военизированной охране Министерства путей сообщения (от 25 июня 1949 г. № 2710)[55];
- Положение о военизированной охране Министерства речного флота (от 9 февраля 1950 г. № 565);
- Положение о военизированной охране Министерства морского флота (от 4 марта 1950 г. № 886).

Постановлением Совета Министров СССР от 13 сентября 1951 г. № 3476-1616 было утверждено Положение о военизированной охране первой категории. Согласно Положению военизированная охрана являлась особым видом ведомственной охраны для выполнения задач по охране и обороне важнейших объектов министерств и ведомств и содержалась с 1 января 1952 года за счёт средств министерств и ведомств, в ведении которых она находилась.
На основании указанного постановления на базе 26 бригады войск МВД СССР по охране особо важных объектов была создана военизированная охрана первой категории Минфина СССР, в состав которой первоначально вошли 8 отрядов. 4 из них дислоцировались в Москве и по одному в Ленинграде, Киеве, Казани и Краснокамске Пермской области. Общая численность состава насчитывала около трёх тысяч человек. За сотрудниками сохранялись прежние льготы военнослужащих: продовольственный паёк, ведомственные поликлиники, детские сады и другое. Комплектование охраны осуществлялось в основном за счёт военнослужащих срочной службы, подлежащих увольнению в запас. Охрана по преемственности владела военными городками с благоустроенными казармами и служебными помещениями. В 1973 г. в результате очередной реорганизации была создана специальная военизированная охрана Минфина СССР .
В 1959 году были установлены только два вида охраны: военизированная и сторожевая. Были приняты Положения о вневедомственной и ведомственной охране, определившие основные направления деятельности, их права и обязанности, а также взаимоотношения с собственниками.
14 марта 1961 г. было принято постановление Совета Министров СССР № 219 «О ведомственной военизированной охране», которым утверждалось Типовое положение о ведомственной военизированной охране (действие указанного Положения не распространялось на военизированную охрану Министерства путей сообщения, Министерства морского флота и Главного управления гражданского воздушного флота при Совете Министров СССР). Порядок определения объектов, которые должны охраняться ведомственной военизированной охраной, система управления ведомственной военизированной охраной устанавливались Советами Министров союзных республик, министерствами и ведомствами СССР. ВОХР содержалась за счет средств охраняемых объектов или за счет других источников в соответствии с решениями Правительства СССР. Ведомственная военизированная охрана осуществляла руководство ведомственной сторожевой охраной и, при необходимости, добровольной пожарной дружиной.
По инициативе МПС СССР был принят Указ Президиума Верховного Совета СССР от 19 июня 1984 г. «О задержании правонарушителей работниками военизированной охраны и применении ими в исключительных случаях оружия».

#### Военизированная охрана стран постсоветского пространства (1991 — н.в.)
В большинстве стран постсоветского пространства военизированная охрана продолжает свою деятельность.

##### Российская Федерация (1991—1999). Ликвидация системы военизированной охраны и создание ведомственной охраны
В Российской Федерации ведомственная военизированная охрана существовала как правовой институт до 1999 года (фактически до 2002 года).
В связи с неблагоприятной социально-экономической ситуацией, ростом уровня преступности в стране в наиболее сложном положении находились подразделения военизированной охраны Министерства путей сообщения Российской Федерации (МПС России). В 1992—1995 г.г. на Забайкальской железной дороге сводные группы стрелковых подразделений военизированной охраны МПС России осуществляли борьбу с массовыми хищениями грузов, грабежами, разбойными нападениями совершаемыми, в том числе, с применением огнестрельного оружия, на перегонах и в парках железнодорожных станций (Забайкальск, Борзя, Карымская и др.) местным населением, железнодорожниками и лицами, специально приезжавшими в этот регион из других частей страны.
С декабря 1994 г. по декабрь 1996 г. более 800 работников стрелковых и пожарных подразделений военизированной охраны МПС России выполняли служебные обязанности в условиях вооружённого конфликта в Чеченской Республике и на прилегающих к ней территориях Российской Федерации, отнесённых к зоне вооружённого конфликта, а также в ходе контртеррористических операций на территории Северо-Кавказского региона (с августа 1999 г.). Объекты, защищаемые военизированной охраной, подвергались обстрелам более 300 раз. За период несения службы сводные команды понесли потери личного состава погибшими, раненными и травмированными. За проявленные мужество и героизм десятки стрелков и командиров были награждены государственными наградами.
В Российской Федерации, начиная с 2000 г. на основании Федерального закона РФ от 14 апреля 1999 г. № 77-ФЗ «О ведомственной охране», на базе ведомственной военизированной охраны создана ведомственная охрана, которая не является по правовому статусу военизированной, в связи с чем работники не служат, а выполняют работу согласно трудовому договору с работодателем. На работников ведомственной охраны распространяется трудовое законодательство. В государственных военизированных организациях (Минобороны России, МЧС России) военизированная охрана сохранила название, являясь по правовому статусу ведомственной охраной, и организационно включена в состав воинских частей и структурных организаций.

### Военизированные подразделения в составе вневедомственной охраны милиции
На основании постановления Совета Министров СССР от 29 октября 1952 г. № 4633-1835 «Об использовании в промышленности, строительной и других отраслях народного хозяйства работников высвобожденных из ведомственной охраны, по улучшению дела организации охраны хозяйственных объектов министерств и ведомств» и приказа МГБ СССР № 00965 от 10 октября 1952 года «Об организации в главных управлениях милиции МГБ СССР отделов вневедомственной наружной сторожевой охраны и введении должностей начальников отделов милицейской службы по вневедомственной охране в управлениях милиции союзных республик» была создана вневедомственная наружная сторожевая охрана (ВНСО) при органах МВД СССР. В подчинение органов внутренних дел были переданы сторожевые бригады, охранявшие торговые и хозяйственные объекты.
Применение постановления № 4633-1835 привело в ряде случаев к негативным последствиям. Так, сокращение численности работников военизированной охраны МПС СССР сказалось в итоге на ухудшении показателей сохранности грузов.
Постановлением Совета Министров СССР от 24 января 1959 г. № 93-42 «Об упорядочении охраны предприятий, организаций и учреждений» вместо многочисленных видов охраны предусматривалось установление двух видов охраны: военизированной и сторожевой. Во исполнение этого документа были приняты Положения о вневедомственной и ведомственной охране, определившие основные направления деятельности, их права и обязанности, а также взаимоотношения с собственниками.
Постановлением Совета Министров СССР от 8 февраля 1965 г. № 76-30 «Об улучшении организации охраны предприятий, учреждений и организаций» советское правительство впервые обязало передать под вневедомственную охрану все объекты, расположенные в городах, рабочих поселках и районных центрах. Исключение составили только объекты некоторых министерств и ведомств, на которых разрешалось при необходимости сохранение ведомственной охраны.
18 февраля 1966 года постановлением Совета Министров СССР утверждено Типовое положение о вневедомственной охране при органах милиции, которое определяло, что вневедомственная охрана при органах милиции организуется для охраны предприятий, строек, учреждений и организаций, расположенных в городах, рабочих поселках и районных центрах, и состоит из военизированных подразделений, предназначенных для охраны особо важных и режимных объектов, и сторожевых подразделений, предназначенных для охраны остальных объектов. Вневедомственная охрана при органах милиции находилась в ведении министерств охраны общественного порядка союзных республик. Военизированные подразделения вневедомственной охраны при органах милиции состояли из отрядов, отдельных команд, групп и отделений, а сторожевые подразделения — из бригад. Военизированные подразделения вооружались карабинами, винтовками, пистолетами и револьверами.

### Военизированная охрана ГУЛАГа (ОГПУ-НКВД-МВД) (1930 − 1956)
Военизация сотрудников, осуществляющих охрану заключённых в лагерях и колониях, началось после создания в апреле 1930 года в составе ОГПУ Управления лагерями ОГПУ
.
Военизированный состав охраны ГУЛАГа комплектовался, главным образом, из демобилизованных красноармейцев и младших командиров Красной Армии и войск НКВД.
Правовой статус сотрудников ВОХР определялся секретными инструкциями ОГПУ-НКВД-МВД. Уставы службы войск ОГПУ-НКВД-МВД, общевойсковые уставы Красной Армии определяли права общие и должностные обязанности служащих охраны, регламентировали несение гарнизонной, караульной и внутренней службы. По своему правовому и социально-экономическому положению сотрудники ВОХР были приравнены к лицам несущим действительную военную службу. Для служащих охраны ИТЛ существовала политика льгот и привилегий: в области трудового землепользования сельского хозяйства; труда и социального страхования; народного образования; здравоохранения, а также при переездах по железным дорогам и водным путям; почтовые; денежные пособия; судебные; по обязательному страхованию; по налогам и сборам; жилищные.
В соответствии с «Временными наставлениями по службе военизированной охраны исправительно-трудовых лагерей НКВД СССР», утверждёнными заместителем НКВД СССР Чернышевым 04.03.1939 г., задачами ВОХР были:
- охрана заключённых, находящихся в лагерях, участках (пунктах) и на производстве;
- охрана готовых сооружений, складов общего назначения и основных баз с материальными ценностями;
- конвоирование заключённых на производство и другие участки лагеря и охрана их на месте работы;
- конвоирование заключённых за пределы лагеря;
- борьба с побегами и розыск бежавших заключённых;
- подавление групповых выступлений и неповиновение заключённых.

Кроме того, решением советского правительства в мае 1951 г. на ВОХР ГУЛАГа были возложены и другие задачи:
- охрана особо опасных преступников, содержащихся в особых лагерях МВД, конвоирование их на производство и охрана на месте работы;
- охрана лагерей с осуждёнными военными преступниками из числа бывших военнопленных, конвоирование их на производство и охрана на месте работы.

Для того чтобы военизированная охрана оправдывала своё назначение, Уставом ВОХР несение службы определялось как выполнение боевой задачи.
В марте 1940 г. ВОХР ГУЛАГа насчитывала около 107 тыс. человек.
Интересно, что в ряде лагерей использовались в качестве стрелков военизированной охраны зарекомендовавшие себя заключённые, которых называли самоохраной или самонадзором. На 1 января 1939 г. количество таких стрелков достигало 25 тыс. человек, к началу 1940 г. — до 12.115 человек. Личный состав самоохраны формировался из бывших работников ОГПУ-НКВД, милиции, бывших военнослужащих. Ввиду отсутствия или недостаточной численности указанной категории осуждённых, администрация лагерей вынуждена была назначать для несения постовой службы судимых за различные преступления.
Привлечь их на свою сторону НКВД могло, только пообещав определённые льготы за хорошую работу. Заключённые самоохраны проживали в отдельных бараках в улучшенных жилищно-бытовых условиях. Они обеспечивались в первую очередь постельными принадлежностями, обмундированием, зачислялись на все виды довольствия. Им выделяли отдельные столы в общей столовой. Питание для этой категории заключённых устанавливалось в одинаковой степени с работающими на производстве и выполняющими норму осуждёнными. В послевоенный период периодически издавались приказы, запрещавшие использовать заключённых в охране ИТЛ. Однако нехватка кадров военизированной охраны вынуждала администрацию лагерей использовать заключённых в качестве стрелков самоохраны на всём протяжении существования ГУЛАГа.

…самоохранники были озлоблены к своим товарищам, ловили формальный повод и застреливали. Причём в Парме, штрафной командировке Ныроблага, сидела только Пятьдесят Восьмая и самоохрана была из Пятьдесят Восьмой! Политические…

Сотрудники военизированной охраны неоднократно уличались в совершении многочисленных преступлений (самочинные расстрелы, избиения арестованных, изнасилование заключённых женщин, провоцирование заключённых к побегу с целью последующего их убийства и грабежа и другие).
С первых дней войны военизированная охрана была переведена на военное положение с казарменным размещением личного состава. Из 135 тыс. стрелков ВОХР ГУЛАГа на фронт отправили 93 500 человек, то есть 69 % личного состава. На место мобилизованных пришли военнообязанные старших возрастов, ограниченно годные к службе в армии, а также женщины. Лица в возрасте от 20 до 40 лет составляли в охране 38 %, в то время как до войны их было 86 %. Почти вдвое уменьшилась партийно-комсомольская прослойка. В августе 1944 г. военизированная охрана ГУЛАГа насчитывала 110 тыс. человек, из них рядового состава — 98 тыс., сержантского — 10 тыс. и офицерского — 2 тыс. Некомплект рядового состава и младших командиров составлял 6 600 человек. Прямым следствием происшедших в охране изменений было резкое увеличение количества побегов заключённых, особенно бандитов и рецидивистов. Если в 1940-41 гг. ежегодный процент бежавших составлял 0,37 % и повысился в 1942 году до 0,47 %, то в последующие годы количество бежавших снижается, составляя к среднегодовой численности заключённых: в 1943 году 0,22 % и в первом полугодии 1944 года всего 0,08 %.
Известны случаи восстания заключённых, при подавлении которых были задействованы подразделения ВОХР ГУЛАГа, например восстание заключённых лагпункта «Лесорейд» близ поселка Усть-Уса (Коми АССР), проходившее в начале 1942 г. и известное как Усть-Усинское восстание 1942 г..
На 1 января 1954 года фактическая численность военизированной стрелковой охраны (включая надзирательскую службу и пожарную охрану) составляла 116356 человек.
На 1 апреля 1956 года военизированная стрелковая охрана ГУЛАГа МВД СССР организационно состояла из 3 отделов, 61 охраны, 122 отрядов, 444 дивизионов, 2150 взводов, 1 учебного полка, 3 учебных отрядов, 18 учебных дивизионов, 22 учебных взводов, 4 школ по подготовке сержантов-проводников розыскных собак, 25 питомников служебного собаководства. Численность ВОХР по штату 112011 человек, фактически — 96653. Для усиления службы по охране заключённых и розыска беглецов в военизированной охране использовалось 10.729 служебных собак, в том числе 1686 розыскных, 1434 конвойных, 7609 караульных.
С учётом постановлений ЦК КПСС от 12 марта 1954 года «Об основных задачах Министерства внутренних дел» и от 10 июля 1954 года «О мерах улучшения работы исправительно-трудовых лагерей и колоний МВД» 13 августа 1956 года МВД СССР издало приказ «О передаче исправительно-трудовых лагерей МВД СССР в подчинение МВД союзных республик — по территориальности».
В соответствии с приказом МВД СССР от 27.10.1956 № 0500 военизированная охрана исправительно-трудовых лагерей была переименована в конвойную охрану МВД СССР. Принципиально изменился порядок её комплектования. По решению Правительства конвойная охрана мест заключения стала проходить службу по призыву через Минобороны СССР.

## Профессии и должности в военизированной охране. Организационная структура подразделений

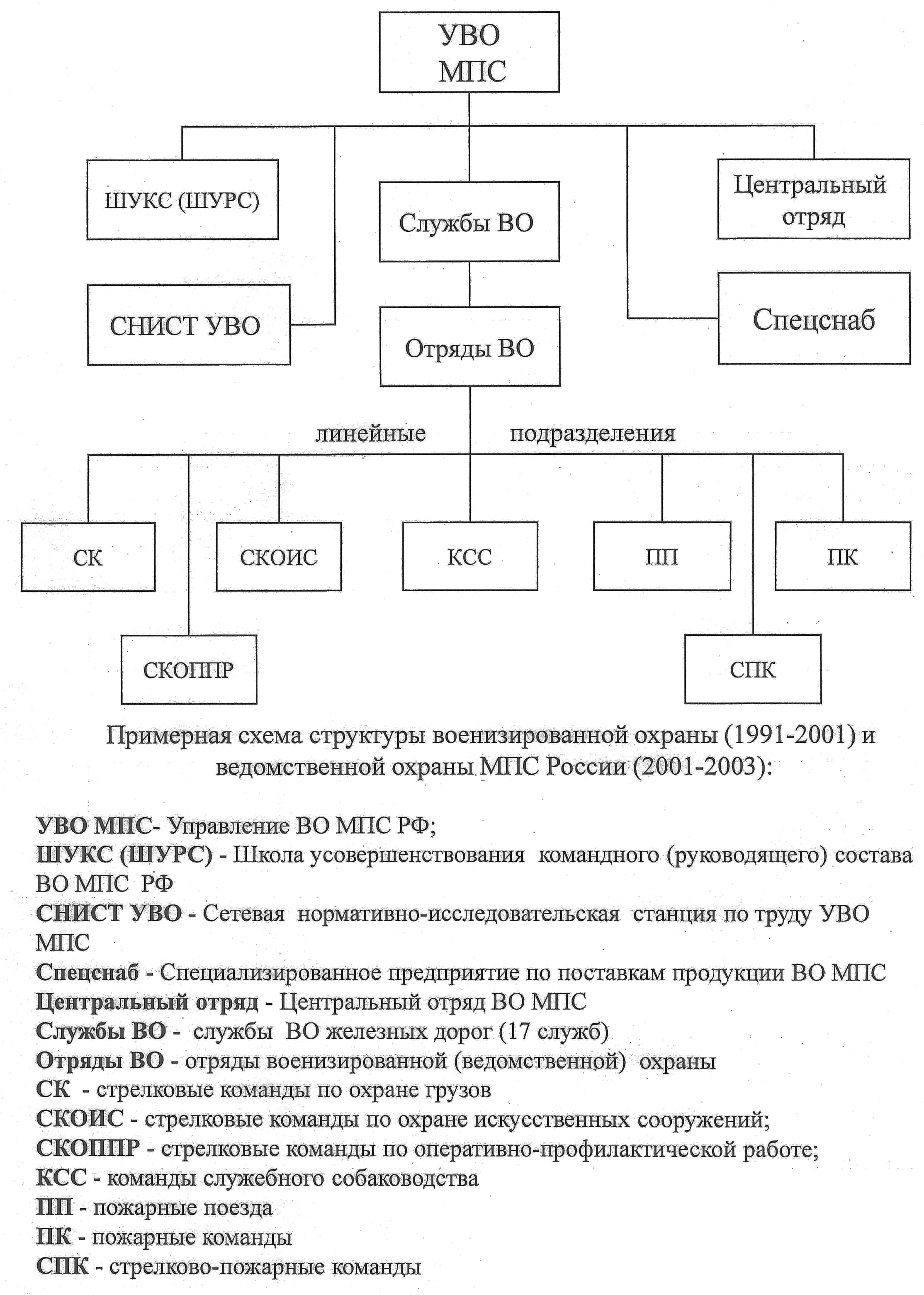
Примерная схема структуры военизированной охраны МПС России (1991—2001):

По аналогии с военной терминологией лица, поступившие на службу в военизированную охрану, назывались личным составом. Личный состав ведомственной военизированной охраны в зависимости от занимаемых должностей подразделялся на старший, средний, младший начальствующий состав и рядовой состав. Основная должность (профессия) рядового состава «стрелок».
К подразделениям военизированной охраны, непосредственно осуществляющим охрану, относились стрелковые команды (группы).
В качестве форм организации деятельности подразделений военизированной охраны, в основном, использовались караулы, наряды и посты охраны.

## Форменная одежда и знаки различия
Личный состав военизированной охраны был обязан при исполнении служебных обязанностей носить установленную форму одежды и соответствующие должностному положению знаки различия.

### Ведомственная военизированная охрана
До 1961 года для каждой ведомственной военизированной охраны устанавливалась свои персональные звания, форма одежды и знаки различия. Например, в 1947 году Министерство речного флота СССР установило эмблему для военизированной охраны — две перекрещенные винтовки на якоре. Для личного состава военизированной охраны Министерства путей сообщения в 1949 году Верховным Советом СССР были введены персональные звания, аналогичные применяемым в Вооружённых силах СССР (например, младший сержант военизированной охраны, полковник военизированной охраны)
В соответствии с постановлением Совмина СССР от 14.03.1961 № 219 «О ведомственной военизированной охране» с 1 июня 1961 г. для личного состава большинства подразделений военизированной охраны вводилась единая форма одежды (темно — синего цвета со знаками различия на петлицах), описание которой было утверждено Госпланом СССР 18 марта 1960 г. Существующая форма одежды сохранялась для личного состава военизированной охраны Министерства морского флота, Министерства связи СССР, Главного управления гражданского воздушного флота при Совете Министров СССР и военизированной охраны на объектах речного транспорта союзных республик (в форме одежды личного состава охраны на объектах речного транспорта погоны заменялись нарукавными знаками различия).
Знаки различия ВОХР внешне напоминали знаки различия РККА до 1943 г. (2, 3, 4 треугольника на петлицах младшего состава, 1-4 кубика и 1-3 «шпалы» — для среднего и старшего).

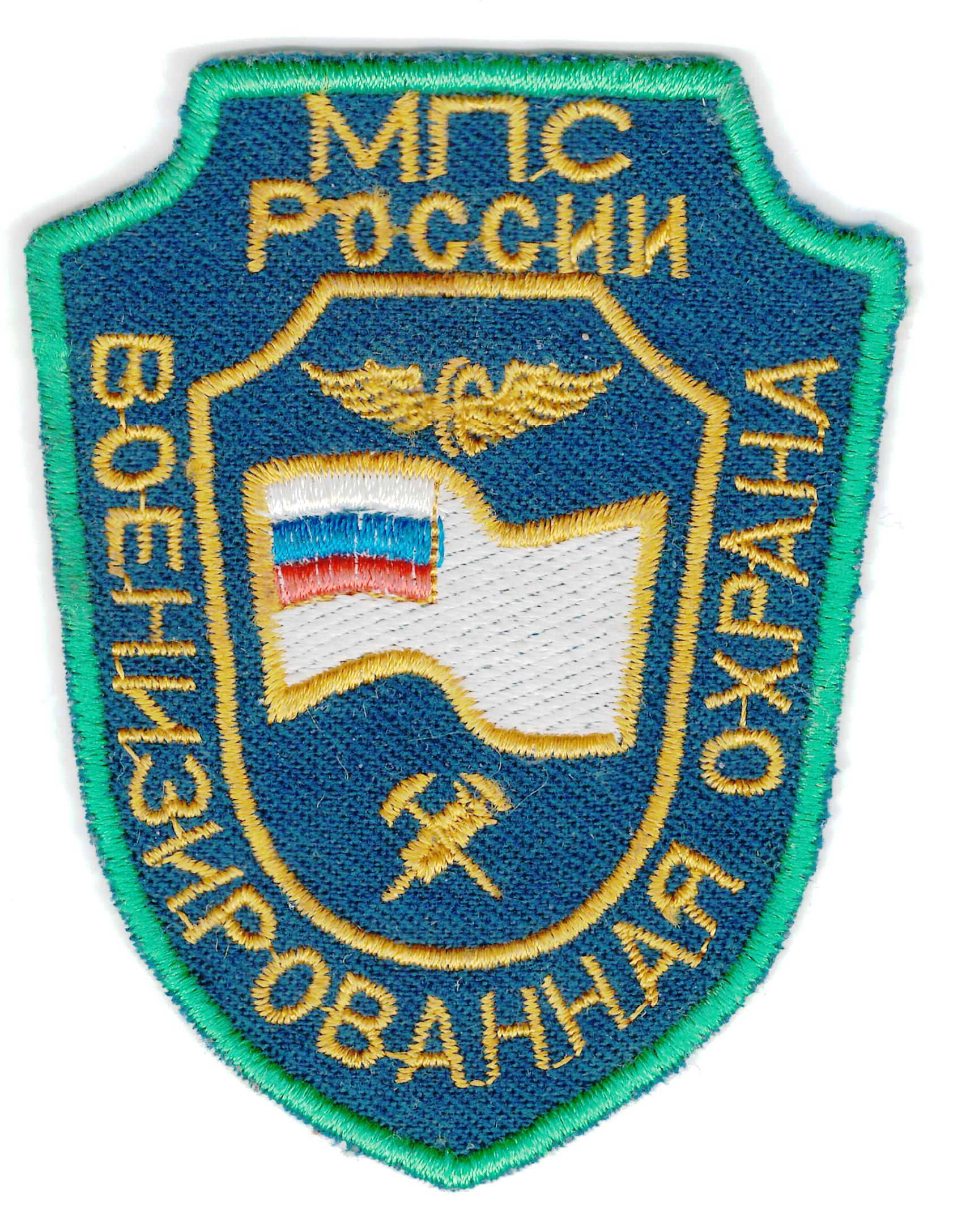
Нарукавный знак военизированной охраны МПС России
Знаки различия военизированной охраны речного флота образца 1947 года

В настоящий момент носят ЕМР "Цифра" и ВСР-98

## Вооружение
Подразделения военизированной охраны вооружались в зависимости от поставленных задач и условий несения службы. Как правило, личному составу военизированной охраны выдавалось стрелковое оружие, принятое в Вооружённых Силах (револьвер системы Нагана, пистолет ТТ, винтовка и карабин Мосина, самозарядный карабин Симонова). Отдельные команды ВОХР, например, команды военизированной охраны МПС по охране особо важных объектов (железнодорожных мостов,тоннелей и др.), были вооружены пистолетами-пулемётами Шпагина (ППШ) и пулемётами Дегтярёва (ДП).
Пистолеты и револьверы обычно выдавались начальникам караульных команд, старшим смены, сотрудникам на внутренних постах (в зданиях и помещениях), карабины и пистолеты — стрелкам на внешних постах. Отдельные категории сотрудников (охрана особо важных объектов, тревожные группы, наряды по сопровождению грузов, специализированные группы) вооружались пистолетами Макарова ПМ и автоматическим оружием — 7,62-мм автоматами Калашникова АКМ или АКМС.
При охране объектов и грузов, поиска правонарушителей использовались служебные собаки.
В настоящие время ВОХР обычно пользуются то что осталось на складах, СКС и ПМ, пистолеты обычно выдаются командирам либо зам. Командирам

## Участие военизированной охраны в жизниобщества
На средства работников военизированной охраны Сталинской (ныне — Донецкой) области Украины был построен самолёт «Поликарпов И-3» с надписью на борту: «СТРЕЛОК ВОХР СТАЛИНЩИНЫ». Данная машина числилась в составе 5-й авиабригады Киевского военного округа. Пилотировал самолёт лётчик Кирилл Снегуров (1928 год).

## Отражение в культуре и искусстве
Про ВОХР ГУЛАГа:
- Стихотворение Леонида Филатова «Пенсионеры» («Сидят на дачах старенькие ВОХРы».)[81];
- Александр Солженицын Архипелаг ГУЛАГ. Часть третья «Истребительно-трудовые». Глава 20 «Псовая служба».
- Иван Чистяков, «Сибирской дальней стороной» — дневник охранника БАМа с 1935 по 1936 годы, изданный в 2014 году.

Про военизированную охрану МПС:
- Документальный фильм Станислава Говорухина «Великая криминальная революция», 1994 г. (сюжет о хищении грузов на ст. Забайкальск);
- На станции Инская установлен первый в СССР памятник служебной собаке по кличке «Антей», который служил со своим проводником И. Литвиновым.

## Галерея

Знак "Отличник военизированной охраны МПС"
Знак "70 лет военизированной охране МПС" (1991 год)